# Rayfield Wright
Larry Rayfield Wright (* 23. August 1945 in Griffin, Georgia; † 7. April 2022), Spitzname Big Cat, war ein US-amerikanischer American-Football-Spieler. Er spielte für die Dallas Cowboys in der National Football League (NFL) und gewann mit ihnen zweimal den Super Bowl (VI und XII).

## Spielerlaufbahn

### Jugend/College
Wright kommt aus bescheidenen Verhältnissen und wuchs ohne Vater auf. Seine Erziehung wurde überwiegend durch seine Großmutter vorgenommen. In seiner Geburtsstadt besuchte er auch die High School, wo er allerdings Basketball spielte und nicht, wie von ihm gewünscht, American Football. An seinem College spielte er daher zunächst auch für die Basketballmannschaft. Um sich das Studium am College leisten zu können, war er gezwungen, in den Semesterferien in einer Getreidemühle zu arbeiten. Der Footballtrainer seiner Universität, Stan Lomax, überredete ihn dann, seinen Ferienjob aufzugeben und in die Footballmannschaft einzutreten. Lomax wurde später zu einer Vaterfigur für Wright. In der Footballmannschaft spielte er zunächst als Free Safety, später dann auch als Punter, als Defensive End und als Tight End.

### Profi
Wright wurde von den Dallas Cowboys in der siebten Runde als 182. Spieler in der NFL Draft 1967 als Tight End verpflichtet. Die späte Verpflichtung machte ihm zunächst keine Hoffnung auf eine länger andauernde Laufbahn in der NFL. In den ersten drei Jahren erhielt er durch seinen Trainer Tom Landry auch nur wenig Einsatzzeit. Lediglich zwei Passfänge mit einem Touchdown konnte er für sich verbuchen. 1969, vor einem Spiel der Cowboys gegen die Los Angeles Rams, gelang es Wright, sich die Position eines rechten Offensive Tackle zu sichern, nachdem sich der Starter auf dieser Position, Ralph Neely, verletzt hatte. Sein Gegenspieler im darauf folgenden Spiel war kein Geringerer als das gefürchtete spätere Mitglied in der Pro Football Hall of Fame, Deacon Jones. Wright löste seine Aufgabe mit Bravour, bereits vor der Saison 1970 wurde er als Starter in der Preseason auf dieser Position eingesetzt und behielt sie bis zu seinem Laufbahnende bei.
Mit seiner Hilfe gelang es den Cowboys das Laufspiel zu etablieren, von 1970 bis 1979 zählt die Mannschaft zu den zehn besten Mannschaften bei der Punkteausbeute. Calvin Hill wurde 1972, mit Wright als Blocker, der erste Runningback der Cowboys, der mehr als 1000 Yards in einer Saison erlaufen konnte.
Wright gewann mit den Cowboys zweimal den Super Bowl. Im Super Bowl VI wurden die Miami Dolphins mit 24:3 geschlagen, im Super Bowl XII gelang ein 27:10-Sieg gegen die Denver Broncos. Wright zog mit den Cowboys in drei weitere Super Bowls ein, diese gingen allerdings allesamt verloren. Damit ist er einer von bisher 13 Spielern, die in fünf Super Bowls aufliefen.
Die Laufbahn von Wright verlief nicht störungsfrei. 1977 zog er sich eine Knieverletzung zu und musste den Großteil der Saison pausieren. 1979 beendete er seine Laufbahn.

## Trainerlaufbahn
Wright arbeitete 1992 kurzfristig als Assistenztrainer bei den Arizona Rattlers – einem Team in der Arena Football League.

## EhrungenAuswahl
Wright ist Mitglied im NFL 1970s All-Decade Team. Er wurde sechsmal zum All-Pro gewählt und spielte in sechs Pro Bowls. Seit 2006 ist er Mitglied in der Pro Football Hall of Fame, er wurde in die Texas Sports Hall of Fame aufgenommen und wurde 2004 auf dem Dallas Cowboys Ring of Honor verewigt.

## Abseits des Spielfelds
Seit dem Ende seiner Laufbahn war Wright in der Jugendarbeit und Kirchenarbeit engagiert. Er unterstützte zahlreiche gemeinnützige Organisationen. Wright war Mitinhaber einer Ölfirma. Er war verheiratet, hatte vier Kinder und lebte in der Nähe von Fort Worth, Texas.

## Quelle
- Jens Plassmann: NFL – American Football. Das Spiel, die Stars, die Stories (= Rororo 9445 rororo Sport). Rowohlt, Reinbek bei Hamburg 1995, ISBN 3-499-19445-7.